# Mali na Mistrzostwach Świata w Lekkoatletyce 2015
Mali na Mistrzostwach Świata w Lekkoatletyce 2015 – reprezentacja Mali podczas Mistrzostw Świata w Pekinie liczyła 1 zawodnika, który nie zdobył medalu.

## Występy reprezentantów Mali
| Konkurencja                         | Zawodnik    | Runda 1  | Runda 1 | Półfinał | Półfinał | Finał    | Finał   |
| Konkurencja                         | Zawodnik    | Rezultat | Pozycja | Rezultat | Pozycja  | Rezultat | Pozycja |
| ----------------------------------- | ----------- | -------- | ------- | -------- | -------- | -------- | ------- |
| Bieg na 110 m przez płotki mężczyzn | Bano Traoré | 13,91    | 33.     | NQ       | NQ       | NQ       | NQ      |